# Torben Hoffmann
Torben Hoffmann (Kiel, Alemania Federal, 27 de octubre de 1974) es un ex-futbolista y reportero alemán, se desempeñaba como defensa.

## Trayectoria
En los distintos clubes en los que jugó disputó la 3. Liga, la 2. Bundesliga, la Bundesliga, la Copa de Alemania, la Copa de la Liga de Alemania, la Copa de la UEFA y la Liga de Campeones de la UEFA. Se retiró del fútbol en el año 2011 debido a una rotura de un ligamento cruzado de la rodilla. Ese mismo año comenzó a trabajar como reportero para la cadena Sky Sport News HD.

## Clubes
Jugó en los siguientes clubes de Alemania:
| Club                | País     | Año         | Partidos | Goles |
| VfB Lübeck          | Alemania | 1995 - 1997 | 54       | 1     |
| SC Friburgo         | Alemania | 1997 - 1999 | 53       | 4     |
| Bayer Leverkusen    | Alemania | 1999 - 2000 | 19       | 0     |
| 1860 Múnich         | Alemania | 2001 - 2004 | 92       | 1     |
| Eintracht Frankfurt | Alemania | 2004 - 2005 | 29       | 4     |
| 1860 Múnich         | Alemania | 2005 - 2010 | 132      | 10    |
| SpVgg Unterhaching  | Alemania | 2010 - 2011 | 21       | 3     |